# Diócesis de Fontibón
La diócesis de Fontibón (en latín: Dioecesis Fontibonensis) es una circunscripción eclesiástica de la Iglesia católica en Colombia. Se trata de una diócesis latina, sufragánea de la arquidiócesis de Bogotá. Desde el 25 de noviembre de 2011 su obispo es Juan Vicente Córdoba Villota, de la Compañía de Jesús.

## Territorio y organización
La diócesis tiene 80 km² y extiende su jurisdicción sobre los fieles católicos de rito latino residentes en las localidades de Fontibón y de Kennedy del municipio de Bogotá en el distrito Capital. Es la diócesis católica de menor extensión del mundo.
Limita por el noreste con la diócesis de Engativá, por el sureste con la arquidiócesis de Bogotá, por el suroeste con la diócesis de Soacha y por el noroeste con la diócesis de Facatativá.
La sede de la diócesis se encuentra en la localidad de Fontibón, en donde se halla la Catedral de Santiago Apóstol.
En 2021 en la diócesis existían 64 parroquias agrupadas en 9 arciprestazgos.

## Historia
Siendo arzobispo de Bogotá, el cardenal Aníbal Muñoz Duque (1972-1984) y frente al crecimiento demográfico de dicha circunscripción eclesiástica, se comenzó a gestar la idea de crear las diócesis urbanas para procurar una mejor atención pastoral y administrativa en las áreas donde el aumento de la población y el desarrollo urbano lo requería. Por lo cual, el cardenal Muñoz presentó un proyecto a la Santa Sede para tal fin. La idea se volvió prioridad pastoral y es así como los sucesores del cardenal Muñoz Duque, el cardenal Mario Revollo Bravo (1984-1994) y el cardenal Pedro Rubiano Sáenz (1995-2010) continuaron con dicha tarea. Ya para el 2002 la arquidiócesis de Bogotá llegó a tener más de 6 500 000 feligreses y más 340 parroquias, aumentado la complejidad pastoral.
La diócesis fue erigida el 6 de agosto de 2003 mediante la bula Suam eminet del papa Juan Pablo II, obteniendo el territorio de la arquidiócesis de Bogotá y corresponde a una de las antiguas zonas pastorales de Bogotá.

## Estadísticas
Según el Anuario Pontificio 2022 la diócesis tenía a fines de 2021 un total de 1 250 000 fieles bautizados.
| Año                                                                             | Población            | Población | Población      | Sacerdotes | Sacerdotes    | Sacerdotes    | Bautizados por sacerdote | Diáconos permanentes | Religiosos | Religiosos | Parroquias |
| Año                                                                             | Bautizados católicos | Total     | % de católicos | Total      | Clero secular | Clero regular | Bautizados por sacerdote | Diáconos permanentes | Varones    | Mujeres    | Parroquias |
| ------------------------------------------------------------------------------- | -------------------- | --------- | -------------- | ---------- | ------------- | ------------- | ------------------------ | -------------------- | ---------- | ---------- | ---------- |
| 2003                                                                            | 1 054 000            | 1 232 278 | 85.5           | 63         | 40            | 23            | 16 730                   | 16                   | 31         | 27         | 41         |
| 2004                                                                            | 1 028 700            | 1 350 000 | 76.2           | 55         | 31            | 24            | 18 703                   | 11                   | 62         | 92         | 44         |
| 2006                                                                            | 1 434 511            | 1 783 759 | 80.4           | 75         | 48            | 27            | 19 126                   | 11                   | 65         | 93         | 50         |
| 2013                                                                            | 1 257 000            | 1 590 000 | 79.1           | 117        | 55            | 62            | 10 743                   | 19                   | 94         | 85         | 60         |
| 2016                                                                            | 1 264 188            | 1 606 000 | 78.7           | 99         | 60            | 39            | 12 769                   | 22                   | 65         | 75         | 62         |
| 2019                                                                            | 1 390 100            | 1 746 000 | 79.6           | 98         | 64            | 34            | 14 184                   | 23                   | 58         | 22         | 64         |
| 2021                                                                            | 1 250 000            | 1 570 000 | 79.6           | 98         | 64            | 34            | 12 755                   | 25                   | 61         | 22         | 64         |
| Fuente: Catholic-Hierarchy, que a su vez toma los datos del Anuario Pontificio. |                      |           |                |            |               |               |                          |                      |            |            |            |

## Episcopologio
- Enrique Sarmiento Angulo (6 de agosto de 2003-25 de noviembre de 2011 retirado)
- Juan Vicente Córdoba Villota, S.I., desde el 25 de noviembre de 2011